# Maximilian Bresgen
Karl Maximilian Hubert Bresgen (* 1. März 1850 in Ahrweiler; † 2. Juni 1915 in Wiesbaden) war ein deutscher HNO-Arzt.
Bresgen studierte ab 1868 in Jena, Heidelberg und Berlin Medizin und promovierte 1872 in Heidelberg. Nach der 1873 abgelegten Staatsprüfung in Berlin war er dort bei Rudolf Virchow am Pathologischen Institut und danach Assistent von Karl Stoerk in Wien. Ab 1877 praktizierte er als HNO-Arzt in Frankfurt am Main und ab 1899 in Wiesbaden, wohin er aus Gesundheitsgründen zog. 
Er befasste sich unter anderem mit Rhinologie, zum Beispiel untersuchte er den Einfluss von Behinderung der Nasenatmung auf die Entwicklung von Kindern.
Seit 1896 gab er die monatliche Zeitschrift Sammlung zwangloser Abhandlungen aus dem Gebiete der Nasen-, Ohren-, Mund- und Halskrankheiten heraus.

## Schriften
- Der chronische Nasen- und Rachen-Katarrh, Urban & Schwarzenberg, 1881, 2. Auflage  1883
- Grundzüge einer Pathologie und Therapie der Nasen-, Mund-,Rachen- und Kehlkopfkrankheiten, 1884, 3. Auflage Urban & Schwarzenberg 1896 (als Krankheits- und Behandlungslehre der Nasen-, Mund- und Rachenhöhle, sowie des Kehlkopfes und der Luftröhre).
- Der Kopfschmerz bei Nasen- und Rachen-Leiden und seine Heilung, Dresden 1884
- Die Heiserkeit, ihre Ursachen, Bedeutung und Heilung, 1889
- Über die Bedeutung behinderter Nasenatmung, vorzüglich bei Schulkindern, nebst besonderer Berücksichtigung der daraus entstehenden Gedächtniss- und Geistesschwäche, 1890
- Über die Verwendung von Anilinfarbstoffen bei Nasen-, Hals- und Ohrenleiden, 1891
- Klima, Witterung und Wohnung, Kleidung und Körperpflege in ihrem Beziehungen zu den Entzündungen der Luftwege, Halle 1900